# Medeiros
Medeiros é um município brasileiro do estado de Minas Gerais. Sua população recenseada pelo IBGE no censo 2022 é de 3 900 habitantes. Um dos municípios integrantes do Circuito da Serra da Canastra. 
Cidade privilegiada por suas riquezas naturais, tais como nascentes e quedas d'água, e expressões culturais regionais tais como as festas típicas de Trilhão (janeiro), Aniversário da Cidade (março), Semana Santa (abril), Novenas de São José e São Sebastião (maio), Festa do Produtor Rural (junho), Folia de Reis (agosto), Feira Gastronômica (setembro). 
O município vem sendo reconhecido também pelo seu patrimônio cultural imaterial, o Queijo canastra, atualmente a cidade conta com o Centro de Maturação do Queijo Minas Artesanal, valorizando ainda mais o produto da região e, conta também com o Museu do Queijo Canastra, considerado hoje o centro de referência cultural dos queijos artesanais para toda a região da Canastra. 